# علي شريعتي
علي شريعتي (بالفارسیة: علی شریعتی) (1352 - 1397 ه‍ / 23 نوفمبر 1933 - 18 يونيو 1977 م) مفكر إيراني إسلامي شيعي مشهور ويعتبر ملهم الثورة الإسلامية. اسمه الكامل: علي محمد تقي شريعتي مزيناني. ولد قرب مدينة سبزوار في خراسان عام 1933، وتخرج من كلية الآداب، ليُرشح لبعثة لفرنسا عام 1959 ليحصل على الدكتوراه في تاريخ الادب الفارسي.

## سيرته
انضوى في شبابه في حركة مصدِّق وعمل بالتدريس واعتقل مرتين أثناء دراسته بالكلية، اعتقل في باريس بعد مشاركته في تظاهرة تضامنية مع باتريس لومومبا أول رئيس وزراء منتخب للكونغو والذي اغتالته الاستخبارات البلجيكية. ثم بعد عودته من فرنسا، حيث أسس عام 1969م حسينية الإرشاد لتربية الشباب، وعند إغلاقها عام 1973 اعتقل هو ووالده لمدة عام ونصف.وأدى الضغط الداخلي والشجب العالمي إلى الإفراج عنه عام 1977، ثم سافر إلى لندن، ووجد مقتولا في شقته بعد ثلاثه اسابيع من وصوله إليها عام 1977 قبل الثورة الإيرانية بعامين عن 43 سنة. الرأي السائد أن ذلك تم على يد مخابرات الشاه.
انضوى في شبابه في حركة مصدِّق، ففي عام1952اصبح مدرس في الثانوية وقد اسس في نفس العام اتحاد الطلبة المسلمين، في عام 1953 بعد الإطاحة بمصدق كان أول اعتقال له من قبل سلطات الشاه وذلك على اثر أحد المظاهرات، بعد الإفراج عنه أصبح عضوا في الجبهة الوطنية، حصل على درجة البكالوريوس من جامعة مشهد في عام 1955، في عام 1957 تم اعتقاله مرة أخرى من قبل سلطات الشاه جنبا إلى جنب مع 16 آخرين من أعضاء حركة المقاومة الوطنية.
غادر إلى فرنسا على اثر المنحة الدراسة حيث واصل دراسته العليا في جامعة السوربون للحصول على شهادة الدكتوراه في علم الاجتماع، خلال وجوده في باريس تعاون مع جبهة التحرير الوطني الجزائرية ذلك كان عام 1959، في عام 1960 بدا القراءة لفرانتز فانون حيث قام بترجمة بعض من مختاراته إلى الفارسية اعتقل في باريس عام 1961 بتهمة المشاركة في تظاهرة تضأمنية مع باتريس لومومبا أول رئيس وزراء منتخب للكونغو والذي اغتالته الاستخبارات البلجيكية. في نفس العام اسس مع إبراهيم يزدي ومصطفى جمران وصادق قطب زاده حركة حرية إيران في الخارج. في عام 1962 تابع دراسة علم الاجتماع وتاريخ الأديان، وتابع دورات المستشرق لويس ماسينيون وجاك بيرك وعالم الاجتماع جورج جورفتش. وتعرف أيضا على الفيلسوف جان بول سارتر.
عاد من فرنسا بعد حصوله على الدكتوراه عام 1964، حيث اعتقل بسبب نشاطاته السياسة في الخارج بعد اطلاق سراحه بفتره بدا التدريس في جامعة مشهد، ذهب بعد ذلك إلى طهران حيث أسس عام 1969م حسينية الإرشاد لتربية الشباب، من هنا كان يلقي محاضراته التي مالبثت ان انتشرت في صفوف طلابه وحتى بين القطاعات المختلفة من المجتمع بما فيها الطبقات الوسطى والعليا من المجتمع الإيراني وكانت افكاره تنمو بشكل كبير وسريع.
هذا الانتشار والنجاح الذي حققه شريعتي اثار سلطات الشاه، حيث انهم اغلقو الحسينية عام 1973 واعتقلوه مع بعض من طلابه لمدة عام ونصف. الا ان الضغط الداخلي والشجب العالمي الكبير ادى إلى الإفراج عنه في 20 مارس 1975.
سمح لشريعتي ان يغادر إيران إلى لندن في عام1977، ووجد مقتولا في شقته بعد ثلاثه اسابيع من وصوله إليها، الا ان تقرير مستشفى ساوثهامبتون قد ذكر ان سبب الوفاة هو نوبه قلبية قاتله، قتل قبل الثورة الإيرانية بعامين عن عمر 43 سنة وكان الرأي السائد أن ذلك تم على يد مخابرات الشاه
دفن الدكتور علي شريعتي في مقام السيدة زينب في دمشق.

## علي شريعتي والثورة
قدم علي شريعتي ارثا مهما من الأفكار التي اسهمت في التمهيد لإسقاط نظام الشاه، حيث ان هناك أكثر من 150 دراسة عنه حتى عام 1997 ومجموع ما طبع لشريعتي في السبعينيات وصل إلى 15 مليون نسخة كما يؤكد الباحث محمد اسفندياري، وقد ذكر شريعتي نفسه أن عدد الطلاب الجامعيين الذين تسجلوا في دروسه تجاوز الخمسين ألف طالب ووزع من كتاب «الولاية» أكثر من مليون نسخة.

وقد اعتبره هاشمي رفسنجاني مَعْلماً أساسياً في إرساء النهضة الإيرانية، كما ان مصطفى جمران يقول إن رفيقه الأساسي في متاريس الجنوب اللبناني المواجهة للعدو الصهيوني، كان كتاب شريعتي «الصحراء».

## فكره
يعتبر الدكتور علي شريعتي نموذج فريد من مفكري إيران. حيث أنه بالرغم من أنه فارسي العرق، لم يكن يتوقف عن نقد النزعة الشعوبية لدى رجال التشيع الصفوي، بطريقة أكثر جذرية من غالب من تصدَّى لهذا الموضوع من الأدباء العرب. وقد بَيَّن آلية المزج في الموروث الشيعي الروائي ما بين السلطة الإيرانية والنبوة الإسلامية.

ويعتبر واحداً من القلائل الذين استطاعوا التجرد بعيداً عن هوى المذاهب والتمذهب. وسعى بكل ما أوتي من قوة إلى لملمة الصفوف تجاه الوحدة فانتقد ما سماه «التشيع الصفوي» و«التسنن الأموي» ودعا الي التقارب بين «التشيع العلوي» و«التسنن المحمدي».

## من أشهر كتبه
| - طريق معرفة الإسلام - العودة إلى الذات - الحسين وارث ادم - الدعاء - الإسلام والإنسان - ماذا علينا أن نفعل - علي وحيدا - حرية الانسان - ابو ذر الغفاري - الهجرة والحضارة - الحرية و الوجودية | - التشيع العلوي والتشيع الصفوي. - فاطمة هي فاطمة - النباهة والاستحمار - مسؤلية المثقف - بناء الذات الثورية | - التشيع مسؤلية - سيماء محمد - الشهادة - أبي.. أمي.. نحن متهمون - الأمة والأمامة | - مسؤلية المرأة - دين ضد دين - الفريضة الخامسة - الإسلام ومدارس الغرب - الإنسان والتاريخ |

## من أقواله
- إذا لم يكن الشعب على وعي وثقافة قبل الثورة، فلا يلوموا أحداً عندما تسرق ثورتهم.
- إن الحضارة الاستهلاكية هي أسوأ أو أقبح من الوحشية والهمجية ! نعم ان الذي يتحضر في الاستهلاك فقط فانه دون الوحشي، لماذا؟ لأن الوحشي لا يعدم الأمل في تحضره عن طريق الإنتاج، لكن المستهلك من غير إنتاج يعدم الأمل به طبيعيا.
- الحرية الفردية أداة تخدير كبرى لإغفال الحرية الاجتماعية، حيث النباهة الاجتماعية القضية ذات الأهمية الكبرى.
- إن الدين الذي لا ينفع الإنسان قبل الموت لا ينفعه بعد الموت أيضاً.
- في الحياة ليس العدو الحاقد المسلح بأخطر وأشد ضررا للـ شيخ من مريد متعصب متفان لكن لاعقل له.
- المرأة التي تقضي سنة تتحدث بشأن جهازها وتساوم في مهرها والجواهر التي تُهدى إليها وفخامة حفل الزفاف، لا تزال جارية بالمعنى الكامل للكلمة.
- الاستحمار هو طلسمة الذهن وألهائه عن الدراية الإنسانية والدراية الاجتماعية وأشغاله بحق أو بباطل، مقدس أو غير مقدس.
- إن شئت التمرد على الديكتاتورية وعدم الرضوخ للظلم، ما عليك سوى أن تقرأ وتقرأ وتقرأ.
- إذا كنت لا تستطيع رفع الظلم، فأخبر عنه الجميع على الأقل.
- الأفكار مشلولة.. العقول مخدرة.. الأوفياء يعيشون الوحدة.. الشباب يائس ومنحرف.. كسروا الأقلام.. كمموا الأفواه.. هذه سمات هذا العصر.

## الدراسات والمقالات العربية حول شريعتي
- علي شريعتي في قراءة نقدية[14] (أول مقال مطول نقدي باللغة العربية )، كمال سلمان العنزي[15] ٢٠٢٤.
- لاهوت التحرر عند شريعتي[16] (حوار تحليلي)، عبد الجبار الرفاعي ٢٠١٣.